# Giftigheid

Schedel en beenderen zijn het gebruikelijke symbool voor giftigheid voor mensen.

Giftigheid van een vergif, toxine of gifstof is een betrekkelijk begrip dat weergeeft hoe schadelijk of dodelijk een stof voor een organisme is. De giftigheid van een stof is van een aantal factoren afhankelijk. Daarvan zijn de belangrijksten:
1. Voor welk organisme is een stof giftig?
2. In welke vorm is een stof giftig?
3. In welke hoeveelheid is een stof giftig?
4. Onder welke omstandigheden is een stof giftig?

De toxicologie, of leer van giftige stoffen, bestudeert de giftige eigenschappen van diverse stoffen.
Men onderscheidt twee soorten giftige werkingen: directe giftigheid of acute toxiciteit en giftigheid op lange termijn, de chronische toxiciteit.

## Giftigheid voor een organisme
Een stof die voor een paddenstoel nuttig is kan voor een mens of een bacterie erg giftig zijn. Meestal bedoelt men met giftigheid giftigheid voor de mens. Insecticiden hebben hun naam te danken aan hun giftigheid voor insecten. Ze zijn meestal amper giftig voor planten, maar omdat insecticiden bijna altijd neurotoxinen zijn, zijn ze giftig voor bijna alle dieren omdat dieren een zenuwstelsel hebben. Omgekeerd zijn de meeste groeistofherbiciden giftig voor veel planten maar in de gebruikte doseringen niet acuut giftig voor de meeste dieren.
Een stof is giftig wanneer iemand die dit in of op zijn lichaam krijgt hiervan schade ondervindt. De klachten of symptomen die op kunnen treden hangen af van de stof en de aard en duur van de blootstelling, en kunnen enorm variëren in aard en ernst, van een milde jeuk tot ter plaatse overlijden. De hoeveelheid bepaalt of iets giftig is. Het eten van een bord vol keukenzout is dodelijk voor mensen, maar het is geen bezwaar om zout (met mate) over het eten te strooien.
Sommige organismen, waaronder veel extremofielen zoals bepaalde archebacteriën en schimmels of organismen zoals beerdiertjes kunnen goed bestand zijn tegen veel stoffen die giftig zijn voor de meeste andere organismen. Bovendien verdragen ze vaak ook vrij hoge doses ioniserende straling. Daardoor kunnen ze soms overleven op plaatsen waar andere organismen niet voorkomen terwijl ze door hun ongevoeligheid voor gifstoffen moeilijk te bestrijden zijn.

## Acute toxiciteit
De acute toxiciteit wordt uitgedrukt in de LD50, uitgedrukt in mg per kg lichaamsgewicht: de lethale (dodelijke) dosis waarbij 50 procent van de proefdieren sterft.
De LD50 van bijvoorbeeld propoxur, een insecticide dat ook wel onder de merknaam Undeen verkocht wordt (scheikundige naam 2-(1-methylethoxy)fenyl-methylcarbamaat) is als volgt:
- acuut LD50 oraal rat: 90-128 mg per kg lichaamsgewicht
- acuut LD50 dermaal konijn 300-1000 mg/kg l.g.

De dermale giftigheid (via de huid) is lager dan de orale giftigheid (via de mond). Zou je deze getallen extrapoleren naar de mens, dan zou voor iemand van 70 kg een opname via de mond van ong. 70×100 mg = 7 gram dodelijk zijn (kans van 50 procent). Dat is iets meer dan een eetlepel.
Maar doordat elk dier anders reageert en de mens geen rat is, geven deze getallen alleen een indicatie voor de mate van giftigheid. Op verpakking van stoffen staat die giftigheid niet beschreven, wel staan er gevarentekens op:
- Een doodskop betekent dat het middel erg giftig is. De LD50 is kleiner dan 50 mg/kg l.g.
- Een andreaskruis betekent dat het middel schadelijk is. De LD50 ligt tussen de 50 en de 500 mg/kg l.g.

## Chronische toxiciteit
Giftigheid op de lange termijn of chronische toxiciteit is moeilijk vast te stellen met proeven. Van veel stoffen is die dan ook niet bekend. Het kan zijn dat het gaat om effecten over tien jaar, dertig jaar of zelfs in de tweede of derde generatie.
Berucht was het middel 2,4,5 T, het ontbladeringsmiddel Agent Orange dat in de Vietnam-oorlog gebruikt werd tegen de Vietcong. Dit middel bleek sterk mutageen te zijn: sommige kinderen die geboren werden nadat hun moeders met dit middel in aanraking waren geweest, vertoonden erfelijke afwijkingen. Softenon, een geneesmiddel dat in de zestiger jaren werd gebruikt bij zwangere moeders, bleek teratogeen: kinderen werden met onderontwikkelde of afwezige ledematen geboren.
Chronische effecten kunnen zijn:
- carcinogeniteit of kankerverwekkende eigenschappen
- teratogeniteit of kans op aangeboren afwijkingen
- mutageniteit, erfelijke afwijkingen
- aborterende werking
- allergische reacties
- Cumulatieve effecten door het ophopen van het gif in het lichaam.

Lastig van chronische effecten is dat het veel moeilijker is een blootstellingsgrens aan te geven, zoals bij acute giftigheid. Het gaat niet alleen om de dosis, maar ook om de tijdsduur dat men er aan blootgesteld wordt. Chronische effecten treden daarom vooral op bij mensen die beroepshalve veel met zulke stoffen werken.
Wanneer bewezen is dat stoffen een chronisch effect hebben, kan het gebruik ervan worden verboden. Maar dit is doorgaans lastig aan te tonen.

## Veilige concentratie
De concentratie van een stof waarbij het nog veilig is om ermee te werken, althans waarbij het risico aanvaardbaar is, heet de MAC-waarde of de ADI-waarde voor geneesmiddelen. Het is onjuist om te veronderstellen dat boven de MAC- of ADI-waarde altijd en onder de MAC- of ADI-waarde nooit schade wordt ondervonden. Men dient ernaar te streven de concentratie zo laag mogelijk te houden met de MAC- of ADI-waarde als bovengrens.
De MAC-waarden gelden voor een enkele stof. De waarde geeft niet aan hoe schadelijk een stof in combinatie met andere stoffen kan zijn. Als gevolg van farmacologische interacties kunnen cocktails van stoffen in sommige gevallen vele malen giftiger zijn dan de afzonderlijk componenten.